# Архистратиг Михаил (Кущ)
Архистратиг Михаил — скульптура работы Анатолия Куща.
Установлена в 2002 году в Киеве на площади Независимости, так как Архистратиг Михаил считается небесным покровителем Киева.
Скульптура представляет собой фигуру архангела в виде коренастого мускулистого мужчины в полный рост с расправленными крыльями, в тяжёлом плаще.
Скульптура изготовлена из бронзы. Фигура чёрная с позолотой.
До этого на площади Независимости, перед входом в Главпочтамт стояла другая скульптура работы Георгия Куровского. Сейчас на этом месте расположен постамент с глобусом. В 2001 году было принято решение заменить скульптуру на более внушительную, и её убрали с площади и подарили Донецку. Вместо скульптуры Куравского на Лядских воротах была установлена скульптура работы Анатолия Куща.
Новая скульптура не понравилась киевлянам. Власть и духовенство в дальнейшем высказали мнение о необходимости её смены на другую. Критики указывают на получившийся чересчур внушительным угрожающий вид, несоответствие скульптуры православным канонам, наследование традиций итальянской, а не византийской школы, тёмный цвет статуи вместо светлого, ярко выраженную половую принадлежность, в то время как ангелы — бесполые существа, и короткие крылья. Автор скульптуры считает аргументы вроде неподходящего цвета бронзы несостоятельными.